# Бюхи, Альберт
Альберт Бюхи (нем. Albert Büchi; род. 27 июня 1907 года в Винтертуре, Швейцария — ум. в 1998 году в Винтертуре) — швейцарский шоссейный велогонщик, выступавший с 1931 по 1937 год. Бронзовый призёр чемпионата мира 1931 года. Чемпион Швейцарии 1931 года в групповой шоссейной гонке.

## Достижения
1931
1-й  Чемпионат Швейцарии
3-й Чемпионат мира
3-й Чемпионат Цюриха
3-й Тур дю Лак Леман
9-й Тур де Франс
1932
2-й Чемпионат Швейцарии
1933
1-й Тур дю Лак Леман
2-й Тур Швейцарии
2-й Тур Северо-Западной Швейцарии
8-й Чемпионат мира
1935
10-й Тур Швейцарии
1-й — Этап 7
1936
3-й Чемпионат Швейцарии

## Статистика выступлений

### Гранд-туры
| Гранд-тур       | 1931 | 1932 | 1933 | 1934 |
| --------------- | ---- | ---- | ---- | ---- |
| Джиро д’Италия  | —    | —    | —    | —    |
| Тур де Франс    | 9    | 11   | 13   | 17   |
| Вуэльта Испании | —    | —    | —    | —    |

| — | Не участвовал |